# Wanja Rosenthal
Wanja Rosenthal (* um 1997 in Wien) ist ein österreichischer Jazzmusiker (Gitarre, Komposition).

## Leben und Wirken
Rosenthal, der in Wien aufgewachsen ist, begann mit 14 Jahren, Unterricht auf der E-Gitarre zu nehmen. Ab 2015 studierte er Gitarre am Institut für Popularmusik der Universität für Musik und darstellende Kunst Wien, wo er seit 2020 seinen Master absolviert (mit einem Austauschjahr 2021/22 an der Hochschule für Musik und Tanz Köln).
Dort gründete Rosenthal sein Quartett mit dem Saxophonisten Adrian Gallet, dem Bassisten Daniel Oetz Salcines und dem Schlagzeuger Mathieu Clement, das auf dem Album Lüfpyrün (Unit Records 2024) seine Kompositionen interpretierte. Zurück in Wien ist er auch als Teil der Vienna Composers Big Band und als Studiomusiker aktiv.